# نبرد آشیائورا
نبرد آشیائورا (به ژاپنی: 葦屋浦の戦い あしやうらのたたかい)، یکی از نبردهای وابسته به جنگ گنپی مابین خاندان تایرا و خاندان میناموتو بود.